# Flavio Florencio
Flavio Florencio (Buenos Aires, Argentina; 9 de febrero de 1979) es un documentalista, conductor de televisión y director de cine argentino conocido por su documental Made in Bangkok y TRANS, una serie documental de  Vice que retrata la cultura transexual en México.

## Trayectoria
Flavio Florencio nació en Buenos Aires y estudió cine documental social en Barcelona.
Se mudó a Tanzania donde trabajó durante siete años en el Festival Internacional de Cine de Zanzíbar (ZIFF). Con las relaciones que forjó ahí, creó AFRICALA, el primer festival de cine africano de Latinoamérica.
Después, se trasladó a México donde trabajó por dos años como director artístico del Festival Internacional de Cine y Derechos Humanos de México DHFEST. Bajo su dirección, el festival contó con invitados de la talla de Zenani Mandela-Dlamini, Rithy Panh, Chaz Bono, entre otros.  
En el 2013, dirigió el corto documental Viva México sobre la criminalización que sufren las mujeres cuando abortan.
Su primer largometraje documental Made in Bangkok sigue el viaje de la cantante Morganna Love a Tailandia donde se somete a una cirugía de reasignación de sexo. El documental ganó varios premios incluyendo el premio de la prensa al Mejor Documental en el Festival Internacional de Cine en Guadalajara, Mejor Documental en el Festival Internacional de Cine de Guanajuato, Mejor Documental en Chéries-Chéris, festival LGBTTI de París y Mejor Película en el Amor Festival de Chile. También obtuvo una nominación al Premio Ariel de la Academia Mexicana de Cine a Mejor Largometraje Documental.
Florencio continuó su compromiso con la comunidad transgénero dirigiendo y conduciendo TRANS, la serie documental de  Vice que retrata la cultura transexual en México. Es la serie más vista de Vice.  
Durante la pandemia de COVID-19 en México, Florencio reportó sobre los  trabajadores de primera línea para TV UNAM.